# Aeropuerto de Bíldudalur
El Aeropuerto de Bíldudalur (IATA: BIU, OACI: BIBD) es un aeropuerto que sirve a Bíldudalur, un pueblo del municipio de Vesturbyggð, perteneciente a la región de Vestfirðir en Islandia.

## Destinos
| Aerolíneas | Destinos  |
| ---------- | --------- |
| Eagle Air  | Reykjavík |

## Estadísticas
Ver fuente y consulta Wikidata.